# Râul Români
Râul Prăjești (cunoscut și sub denumirile de Râul Orbic sau Pârâul Negru) este un curs de apă, afluent al râului Bistrița. 
Pe teritoriul satului Români râul era cunoscut ca Budurca.  Prin budurcă oamenii înțelegeau o luncă sălbatică cu stufăriș, păpuriș, sălcii , etc., și care era des inundată  

## Hărți
- Ovidiu Gabor - Economic Mechanism in Water Management  Arhivat în 5 martie 2009, la Wayback Machine.